# 卡姆尼克比斯特里察河

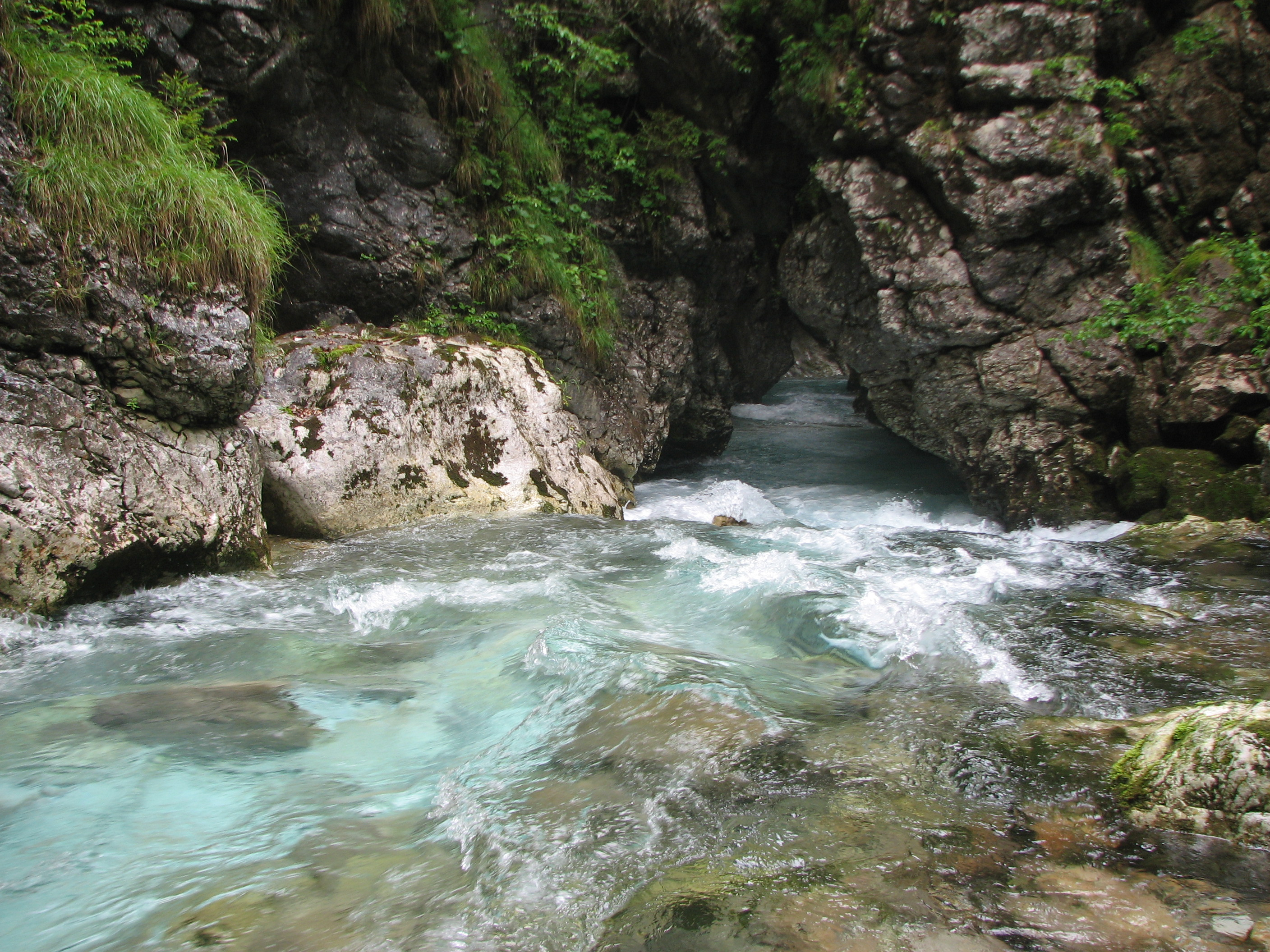

46°19′40.4″N 14°35′14.68″E / 46.327889°N 14.5874111°E
卡姆尼克比斯特里察河，是斯洛文尼亞的河流，位於該國中部，屬於薩瓦河的左支流，河道全長33公里，該河流域面積530平方公里。